# Советов, Борис Яковлевич
Борис Яковлевич Советов (род. 2 июля 1937 года, Ленинград, РСФСР, СССР) — советский и российский учёный-педагог, специалист в области информационных систем, академик РАО (2004).

## Биография
Родился 2 июля 1937 года в Ленинграде, где жил во время блокады.
В 1960 году — окончил Ленинградский электротехнический институт.
В 1964 году — защитил кандидатскую, а в 1974 году — докторскую диссертацию.
В 1976 году — присвоено учёное звание профессора.
С 1960 года — работает в Санкт-Петербургском государственном электротехническом университете «ЛЭТИ», заведующий кафедрой автоматизированных систем обработки информации и управления (1982—2013).
С 1992 по 2009 годы — директор Государственного научно-исследовательского института моделирования и интеллектуализации сложных систем (ИМИСС) Министерства науки и образования Российской Федерации.
С 2004 года — Президент, а в настоящее время — председатель Учёного совета Смольного института Российской академии образования.
В 2000 году — избран членом-корреспондентом, в 2004 году — академиком Российской академии образования, состоит в Отделении общего среднего образования.

## Научная деятельность
Сфера научных интересов: информатика и информационные системы, информатизация образования и управления.
Разработал основы теории помехоустойчивости и надежности информационных систем, исследованы методы повышения эффективности передачи информации в АСУ, модели формального описания интегрального трафика с использованием потоковых, иерархических, абстрактных и комбинированных схем. Логическим продолжением данных исследований на современном этапе явилась решение проблемы построения современных мультисервисных сетей на основе технологии SDN. На протяжении многих лет разрабатывает основы теории автоматизированной обработки информации и управления. Значительное место в исследованиях Советова занимает проблема защиты информации.
По предложению Советова было сформировано новое направление подготовки дипломированных специалистов — Информационные системы с открытием в России подготовки бакалавров, магистров и подготовки инженеров по трем специальностям: Информационные технологии в образовании, Информационные технологии в дизайне, Информационные технологии в медиаиндустрии.
Под его руководством и при его непосредственном участии были разработаны концепция и программа информатизации Санкт-Петербурга, стратегия перехода Санкт-Петербурга в информационное общество, концепция и программа информатизации начального и среднего профессионального образования Санкт-Петербурга.
Создал научную школу в области информатики и автоматизированного управления, автор и соавтор более 470 научных работ, в том числе 12 монографий, 21 учебник, 44 учебных пособий.
Автор первого учебника в России «Информационная технология» (1994), который многократно переиздавался.
Под его руководством защищено более 120 кандидатских и 15 докторских диссертаций.
С 2002 года — член общественного совета при губернаторе Санкт-Петербурга.
Президент Санкт-Петербургского общества информатики, вычислительной техники, систем связи и управления, председатель научного совета по информатизации Санкт-Петербурга при правительстве Санкт-Петербурга.

## Награды
- Орден «Знак Почёта» (1981)
- Орден Почёта (2001)
- Заслуженный деятель науки и техники РСФСР (1987)
- Нагрудный знак «Изобретатель СССР» — за создание и внедрение вычислительных систем в народное хозяйство
- Почётный работник высшего профессионального образования Российской Федерации
- Премия Правительства Российской Федерации в области образования (в составе группы, за 2009 год) — за создание комплекса учебно-методических, научных и научно-организационных работ в области информатизации системы непрерывного образования (на опыте г. Санкт-Петербурга)[2]
- Золотая медаль ВДНХ
- Премия Правительства Санкт-Петербурга (2010) — за выдающиеся достижения в области высшего и среднего профессионального образования
- Первая премия Госкомитета по народному образованию за успехи в перестройке учебно-воспитательного процесса (1990)